# جعفر أباد (إسفراين)
جعفر أباد (بالفارسية: جعفرآباد) هي قرية تقع في قسم دامن كوه الريفي (مقاطعة إسفراين) في إيران. يقدر عدد سكانها بـ 127 نسمة .